# Karl Paul Täuber
Karl Paul Täuber (* 4. April 1867 in Winterthur; † 19. Februar 1948 in Zürich) war ein Schweizer Feinmechaniker und Elektrotechniker.
In jungen Jahren arbeitete er bei Matthäus Hipp. Er heiratete Emilie Amsler (1869–1943). Er studierte Physik am Technikum Winterthur. Seit seiner Maturität bis Oktober 1911 war er Oberingenieur und Prokurist bei der Maschinenfabrik Oerlikon. Danach wurde er Teilhaber der Firma Trüb, Täuber & Co. in Hombrechtikon für elektrische Messinstrumente und wissenschaftliche Apparate. 1937 erhielt er die Ehrenpromotion zum Dr. phil. nat. der Universität Bern.